# Фоменко, Николай Максимович
Николай Максимович Фоменко (19 декабря 1923 — 4 мая 2000) — командир батареи 469-го стрелкового полка (150-я Идрицкая стрелковая дивизия, 79-й стрелковый корпус, 3-я ударная армия, 1-й Белорусский фронт), Герой Советского Союза, старший лейтенант.

Могила Фоменко на Северном кладбище Ростова-на-Дону.

## Биография
Родился 19 декабря 1923 года в селе Николина Балка (ныне Петровского района Ставропольского края), в крестьянской семье.
В Красной Армии с февраля 1942 года. На фронтах Великой Отечественной войны с августа 1942 года. Участвовал во второй Демянской и в Старорусской наступательных операциях в январе-марте 1943 года, в Невельско-Городокской наступательной операции в октябре-декабре 1943 года. С 1944 года — командир батареи на 2-м Прибалтийском, с декабря 1944 — на 1-м Белорусском фронтах. Участник Режицко-Двинской, Мадонской, Рижской, Висло-Одерской и Берлинской наступательных операций.
За мужество и героизм указом Президиума Верховного Совета СССР от 15 мая 1946 года старшему лейтенанту Фоменко Николаю Максимовичу присвоено звание Героя Советского Союза с вручением ордена Ленина и медали «Золотая Звезда».
После войны продолжил службу в Советской Армии. С 1963 года — преподаватель кафедры партийно-политической работы Ростовского высшего командно-инженерного училища имени главного маршала артиллерии М. И. Неделина. С июля 1976 года полковник Н. М. Фоменко — в запасе. Умер 4 мая 2000 года.

## Награды
- Герой Советского Союза
- Орден  Ленина (15.05.1946)
- Два ордена Отечественной войны 1-й (11.03.1985) и 2-й степени (29.07.1944)
- Орден Красной Звезды (22.08.1943)
- Орден «За службу Родине в Вооружённых Силах СССР» 3-й степени (1975)
- медали